# Програма переселення

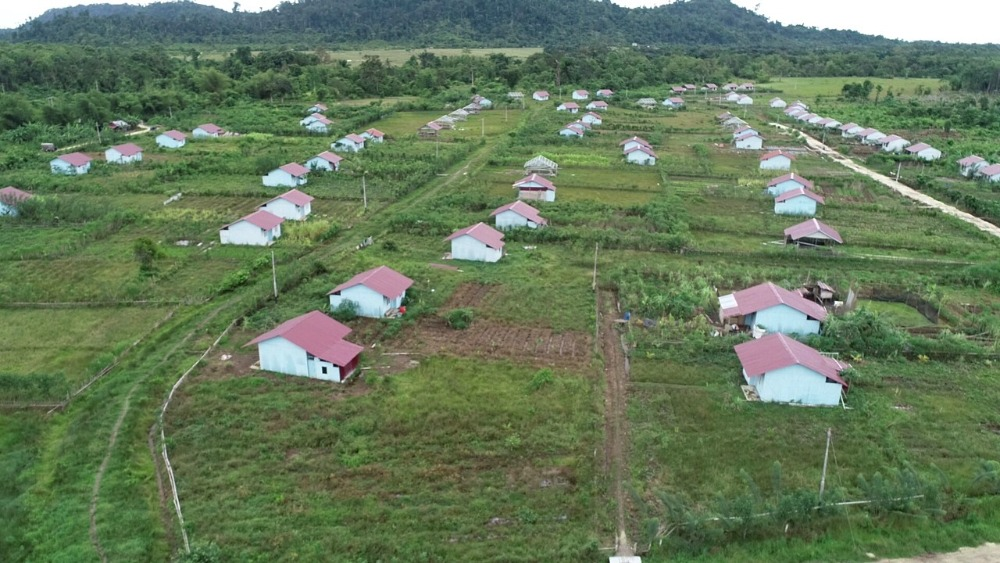
Трансміграційне поселення Сігулай в регентстві Сімеулуе, Ачех

Програма трансміграції (індонез. transmigrasi, з нідерландської, transmigratie) — ініціатива нідерландського колоніального уряду, яка пізніше була продовжена індонезійським урядом для переселення безземельних людей із густонаселених районів Індонезії до менш густонаселених районів країни. Це включало переміщення людей з острова Ява, але також меншою мірою з Балі та Мадури до менш густонаселених районів, включаючи Калімантан, Суматру, Сулавесі, Малуку та Папуа. Наразі програма координується Міністерством сіл, розвитку неблагополучних регіонів та міграції.
Заявленою метою цієї програми було зменшення значної бідності та перенаселення на Яві, надання можливостей для працьовитих бідних людей і забезпечення робочої сили для кращого використання природних ресурсів зовнішніх островів. Проте програма викликала суперечки, оскільки побоювання корінного населення «яванізації» та «ісламізації» посилили сепаратистські рухи та насильство між громадами. Прибулі в основному мадурці та яванці, але також вихідці з інших регіонів, таких як індуїстські балійці.

## Історія

### Під Нідерландами

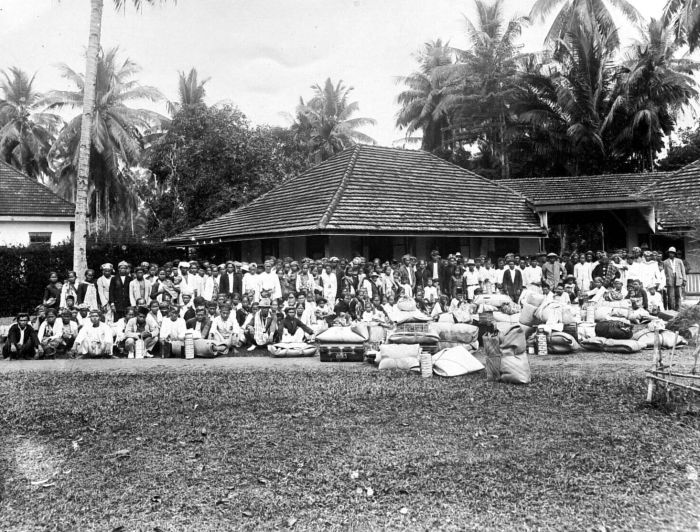
Яванські контрактники на плантації на Суматрі під час колоніального періоду, близько 1925 року.

Цю політику вперше започаткував нідерландський колоніальний уряд на початку дев'ятнадцятого століття, щоб зменшити скупченість і забезпечити робочою силою плантації на Суматрі. Програму скорочено протягом останніх років голландської ери (початок 1940-х років), але була відновлена після здобуття Індонезією незалежності, намагаючись пом'якшити нестачу продовольства та слабкі економічні показники під час президентства Сукарно протягом двох десятиліть після Другої світової війни.
У піковий 1929 рік на східне узбережжя Суматри було привезено понад 260 000 контрактників, 235 000 з них з Яви. Робітники укладали контракт на кілька років як кулі; якщо працівник просив про дострокове розірвання контракту в компанії («дезертирство»), його могли покарати каторжними роботами. Рівень смертності серед кулі був дуже високим, і жорстоке поводження було поширеним явищем.

### Після здобуття незалежності
Після здобуття незалежності в 1949 році, за президента Сукарно, програма продовжилась і була розширена, щоб відправити мігрантів до більшої кількості районів архіпелагу, таких як Папуа. Під час свого піку між 1979 і 1984 роками в рамках програми переїхало 535 000 сімей (майже 2,5 мільйона осіб). Це мало значний вплив на демографічний стан деяких регіонів; наприклад, у 1981 році 60 % із трьох мільйонів людей у провінції Лампунг на півдні Суматри були переселенцями. Протягом 1980-х років програма фінансувалася Світовим банком і Азійським банком розвитку, а також багатьма західними урядами, які цінували антикомуністичну політику Сухарто. Однак у результаті енергетичної кризи 1979 року та збільшення транспортних витрат бюджет і плани трансміграції були суттєво скорочені.
У серпні 2000 року, після азійської фінансової кризи 1997 року та падіння Сухарто, уряд Індонезії знову скоротив масштаби програми трансміграції через брак коштів.
У рамках реорганізованого Міністерство праці та трансміграції (індонезійською: Departemen Tenaga Kerja dan Transmigrasi) уряд Індонезії підтримує програму трансміграції, хоча й у значно меншому масштабі, ніж у попередні десятиліття. Департамент щорічно допомагає у переселенні приблизно 15 тис. сімей, або майже 60 тис. осіб. Останніми роками цей показник поступово зростав, фінансування трансміграційної діяльності склало 270 мільйонів доларів США (2,3 трильйона індонезійських рупій), а в 2006 році планується переселити 20 500 сімей. Програма знову активізувалась 2019 року.

## Цілі
Заявленою метою програми, за словами прихильників індонезійського уряду та спільноти розвитку, було переселення мільйонів індонезійців із густонаселених внутрішніх островів Ява, Балі та Мадура на зовнішні, менш густонаселені острови для досягнення більш збалансованої щільність населення. Це зменшило б бідність шляхом надання землі та нових можливостей для отримання доходу для бідних безземельних поселенців. Це також принесе користь країні в цілому, збільшивши використання природних ресурсів менш заселених островів. Програма, можливо, була спрямована на заохочення об'єднання країни шляхом створення єдиної індонезійської національної ідентичності, щоб збільшити або замінити регіональну ідентичність. Офіційна позиція індонезійського уряду полягає в тому, що в Індонезії немає поділу на «корінних жителів» і поселенців, оскільки Індонезія є країною «корінних народів, якою керують і керують корінні жителі та для них». Натомість він виступає за використання «вразливих груп населення», які можуть включати як племінні групи, так і міську бідноту.

## Ефект

### Економічний
У багатьох прикладах програма не досягла мети покращити становище мігрантів. Ґрунт і клімат їхніх нових місць загалом не були такими продуктивними, як вулканічний ґрунт Яви та Балі. Поселенці часто були безземельними людьми, яким бракувало сільськогосподарських навичок, не кажучи вже про навички, відповідні новій землі, що знижувало їхні власні шанси на успіх.

### Екологічний
Трансміграцію також звинувачують у прискоренні вирубки чутливих дощових лісів, оскільки раніше малонаселені території зазнали значного зростання населення. Мігрантів часто переселяли в абсолютно нові «переселенські села», побудовані в регіонах, які були відносно незачеплені людською діяльністю. Поселившись на цій землі, природні ресурси були використані, а землі стали надмірно випасатись, що призвело до вирубки лісів.

### Соціально-політичний
Трансміграція в Індонезії охоплює різні регіони по всій країні, включаючи Суматру, Калімантан, Сулавесі, Малуку, район Малих Зондських островів і Папуа. Спочатку програма мала на меті зменшити щільність у густонаселених районах, таких як Ява та Балі, і розвинути економіку у відносно малонаселених районах, які вважалися такими, що мають великий потенціал у сільському господарстві, плантаціях і рибальстві.
Однак трансміграція часто викликає соціальні конфлікти, особливо з корінним населенням у регіоні призначення. Корінне населення часто почувається маргіналізованим і втрачає доступ до землі та природних ресурсів, які є важливою частиною їхнього життя.
Програма призвела до конфліктів між етнічними групами, які вступили в контакт через переселення. Наприклад, у 1999 році місцеві даяки та малайці зіткнулися проти мадурців-переселенців під час Самбаського конфлікту, а даяки та мадуре знову зіткнулися у 2001 році під час Сампітського конфлікту, що призвело до тисяч смертей і тисячі мадурців було переміщено.

## Цифри
Трансміграція з Яви та Мадури призвела до великої кількості населення в інших місцях, зокрема на Суматрі, Борнео та Папуа. Згідно з даними перепису 2010 року та етнічною поширеністю, приблизно 4,3 мільйона трансмігрантів та їхніх нащадків проживають на Північній Суматрі, 200 тисяч на Західній Суматрі, 1,4 мільйона на Ріау, майже мільйон на Джамбі, 2,2 мільйона на Південній Суматрі, 0,4 мільйона на Бенгкулу, 5,7 мільйона. мільйон у Лампунгу, 100 тисяч у Bangka-Belitung, майже 400 тисяч на островах Ріау, загалом близько 15,5 мільйонів лише на Суматрі. На Калімантані налічується близько 700 тисяч трансмігрантів та їхніх нащадків у Західному Калімантані, 400 тисяч у Центральному Калімантані, майже 500 тисяч у Південному Калімантані та понад мільйон у Східному Калімантані, що становить 2,6 мільйона на всю територію. Хоча цифри є державною таємницею, вважається, що понад мільйон трансмігрантів проживає в Папуа та Західному Папуа. Загальна кількість яванців та інших трансмігрантів в Індонезії становить приблизно 20 мільйонів по всій країні.
Трансмігранти не є виключно етнічними яванцями та/або мусульманами. Наприклад, у 1994 році, коли Східний Тимор ще був частиною Індонезії, найбільшою групою трансмігрантів були балійці-індуси (1634 особи), за якими йшли католики-яванці (1212 осіб).

## Критика
Корінні народи вважали програму частиною зусиль індонезійського уряду, що базується на Яві, з метою розширення економічного та політичного контролю над іншими регіонами шляхом переміщення людей, тісно пов'язаних з Явою та лояльні до індонезійської держави. Урядові установи, відповідальні за управління трансміграцією, часто звинувачували в нечутливості до місцевих звичаїв або прав на землю. Особливо це було вірно на Борнео з населенням даяків. На додаток до загальної критики громадськості, потенційна маргіналізація корінних і корінних жителів приймаючих громад також була висвітлена в дослідженні довгострокових наслідків програм трансміграції в ряді постраждалих громад.
Екологічна шкода, пов'язана з цими проектами, була спричинена не стільки незнанням, скільки неуважністю, поганим контролем і відсутністю підзвітності під час реалізації проектів. Під час оцінки проектів було виявлено багато екологічних проблем: потенціал ерозії ґрунту, можливість зниження родючості ґрунту, необхідність захисту від шкідників і хвороб, можливий негативний вплив на дику природу і вирубка лісів, вплив на корінне населення, а також необхідність зміцнення потенціалу позичальника в управлінні природними ресурсами. Але часто, як показують результати аудитів, запропоновані пом'якшувальні заходи були нереалістичними або недостатньо контролювалися урядом.

### Папуа
У провінціях Папуа та Західне Папуа програма призвела до того, що в кількох місцях кількість папуаського населення меланезійського походження менша, ніж населення немеланезійського (переважно австронезійського) походження. Згідно з папуасськими активістами незалежності, папуаси жили на острові Нова Гвінея приблизно 50 000 років, але менш ніж за 50 років їх чисельність перевершили переважно яванські індонезійці. Вони критикують програму як частину «спроби знищити західних папуасів у повільному геноциді». Існує відкритий конфлікт між мігрантами, державою та корінними групами через відмінності в культурі, зокрема в управлінні, та культурні теми, такі як нагота, їжа та секс. Також є проблемою є релігія, оскільки папуаси є переважно християнами або дотримуються традиційних племінних вірувань, тоді як непапуаські поселенці переважно мусульмани. Кілька індонезійців взяли папуасських дітей і відправили їх до ісламських релігійних шкіл.
Через міграцію зафіксовані темпи зростання населення Папуа надзвичайно високі.
Недоброзичливці програми стверджують, що значні ресурси були витрачені даремно на розселення людей, які не змогли вийти за межі прожиткового мінімуму, що завдало значної шкоди навколишньому середовищу та знищило племінне населення. На острові та інших територіях Індонезії було укладено масштабні контракти з американськими та англо-австралійськими компаніями на видобуток корисних копалин.
Програма трансміграції в Папуа була формально зупинена лише президентом Джоко Відодо в червні 2015 року.

### Загальний
- Hardjono, J. 1989. The Indonesian transmigration program in historical perspective. International migration 26:427-439.
- Hollie, Pamela. 1981. Jakarta fights overcrowding Bali and Java. The New York Times January 11.
- Rigg, Jonathan. 1991. Land settlement in Southeast Asia: the Indonesian transmigration program. In: Southeast Asia: a region in transition. London: Unwin Hyman. 80-108.
- MacAndrews, Colin. 1978. Transmigration in Indonesia: prospects and problems. Asian Survey 18(5):458-472.